# Duran (Gers)
Duran település Franciaországban, Gers megyében. Lakosainak száma 857 fő (2022. január 1.). Duran Auch és Castin községekkel határos.

## Népesség
A település népességének változása:
| Lakosok száma | 343  | 515  | 650  | 735  | 843  | 865  | 870  | 853  | 854  | 857  |
|               | 1968 | 1982 | 1990 | 2006 | 2013 | 2015 | 2017 | 2019 | 2020 | 2022 |